# Podeleboea perplexa
Podeleboea perplexa là một loài tò vò trong họ Ichneumonidae.